# USS Hazard (AM-240)
L' USS Hazard (AM-240) est un dragueur de mines de classe Admirable construit en 1944 pour servir dans l'United States Navy à la fin de la Seconde guerre mondiale. Il a rejoint le Freedom Park à Omaha, dans le Nebraska, en tant que navire musée.
Il a été classé au registre national des lieux historiques le 1er janvier 1979 et nommé National Historic Landmark le 14 janvier 1986.

## Historique
Hazard a été lancé le 1er octobre 1944 et mis en service le 30 décembre 1944. Le navire a été construit par la Winslow Marine Railway and Shipbuilding Company (en) de Winslow (Île de Bainbridge), État de Washington. Il était équipé à la fois pour le balayage filaire et acoustique et pouvait servir de plate-forme de lutte anti-sous-marine. La classe Admirable de dragueur de mines a également été utilisée pour des tâches de patrouille et d'escorte.
Hazard a d'abord servi à ce titre, escortant un convoi de San Francisco à Pearl Harbor, puis avec des convois vers Eniwetok et Ulithi. En mars 1945, le dragueur de mines est envoyé à Okinawa, où il effectue d'abord des patrouilles anti-sous-marines avant de balayer les eaux au large de l'archipel Kerama conformément au slogan du dragueur de mines, "No Sweep, No Invasion". À la fin de la guerre, le navire a déminé la mer de Corée et la mer du Japon pour les forces d'occupation.
De retour aux États-Unis en 1946, Hazard est désarmé et rejoint l'United States Navy reserve fleets.

## Préservation
Rayé du registre de la marine en 1971, Hazard a été acheté par un groupe d'hommes d'affaires d'Omaha au Nebraska, et exposé au public. Le navire porte également la peinture de camouflage qu'il avait pendant la Seconde Guerre mondiale. Il est ouvert au public avec le sous-marin USS Marlin (SST-2) sur le front de mer du fleuve Missouri dans le Freedom Park.
Hazard a obtenu trois Étoiles de bataille pour son service pendant la Seconde Guerre mondiale. Il est un National Historic Landmark en tant que seul dragueur de mines de classe Admirable qui reste aux États-Unis. Son navire jumeau, l'USS Inaugural (AM-242), était un navire-musée à Saint-Louis jusqu'à ce qu'il soit détruit lors de la grande inondation du Midwest américain de 1993.